# Stelle principali della costellazione della Volpetta
Segue un prospetto delle stelle principali della costellazione della Volpetta, elencate per magnitudine decrescente.